# La casa delle tre ragazze
La casa delle tre ragazze (Das Dreimäderlhaus) è un film del 1958 diretto da Ernst Marischka basato sull'operetta Das Dreimäderlhaus che utilizza musiche di Franz Schubert arrangiate da Heinrich Berté. 

## Trama
Nel 1826 il grande compositore Beethoven tenne un acclamato concerto per pianoforte al quale partecipò anche il giovane Schubert, mentre nella taverna si incontravano i suoi amici il barone Franz von Schober, Moritz von Schwind, Leopold Kupelwieser e Johann Mayrhofer. Schubert rimase profondamente impressionato e se ne andò senza una parola, al che un altro ascoltatore ritenne semplicemente che non sapesse nulla di musica. Schubert si unì ai suoi amici e fu costretto ad ascoltare un editore musicale che demoliva la musica di Beethoven. Non poté contenersi e disse all'uomo la sua opinione inequivocabilmente. Beethoven si trovava a un'altezza così unica che si poteva solo ascoltarlo in silenzio, bisognava inginocchiarsi. L'editore non fu sorpreso e mostrò apprezzamento per il giovane. Quando Schubert si presentò all'editore musicale Diabelli il giorno dopo, lo riconobbe come l'uomo con cui aveva litigato la sera prima. Diabelli aveva appena chiuso il famoso cantante d'opera di corte Vogl in una stanza in modo che potesse studiare i Lieder di Schubert; così presto avrebbe potuto davvero sentirlo cantare. Il nome Schubert andrà ricordato, disse Diabelli a uno dei suoi dipendenti.
Schubert incontrò il suo amico Moritz von Schwind che al momento stava dipingendo la casa di Beethoven. Poco dopo, il compositore, quasi sordo, uscì di casa, serio come sempre. Quando i quattro amici in seguito si sedettero con una compagnia femminile a Grinzing, usarono la breve presenza di Schubert per ideare un piano secondo cui l'amico si sarebbe innamorato un giorno. Due di loro pensarono che l'Hannerl Tschöll del Dreimäderlhaus fosse quella giusta. Solo il barone von Schober si tirò indietro, perché per lui Hannerl era la ragazza più bella di tutte. Venne presto presa una decisione per fare una festa in campagna la domenica seguente in compagnia di giovani donne. Schubert e Hannerl si avvicinarono durante l'escursione. In casa Tschöll, invece, i buoni consigli costano cari, Andreas e Ferdinand, futuri sposi di Hederl e Heiderl, arrivarono a sorpresa e le due donne non erano presenti. La festa in campagna, invece, è divertimento, mangiare, bere e cantare insieme. Hannerl decise di prendere lezioni di pianoforte da Schubert. Con il padre negoziò un compenso più che adeguato per il compositore, ben sapendo che guadagnava poco. Quando suonò un brano a Schubert, lui le mostrò come avrebbe dovuto essere la sua musica. Tuttavia, non volle essere pagato per la gioia di averla avuta con sé durante le lezioni di pianoforte.
La sera, il cantante lirico di corte Vogl cantò per la prima volta in pubblico i Lieder di Schubert nel palazzo Esterhazy. Diabelli lo posizionò in modo che chi lo accompagnava non venisse individuato e Schubert stesso potesse sedersi al pianoforte. Dopo un po' di avanti e indietro, Vogl cantò Das Lied an die Musik e Schubert lo accompagnò, seguito da altre canzoni di Schubert, come Die Forelle. La serata risultò un grande successo, Vogl e Schubert si strinsero la mano in amicizia. Allo stesso tempo, la musica venne suonata e cantata nella casa di Tschöll. Christian Tschöll pensò che effetto potesse avere una singola lezione di pianoforte se impartita da un genio.
Le mie canzoni implorano in silenzio è la nuova composizione di Schubert che i suoi amici trovarono sul suo pianoforte. Chiesero a Franz von Schober di cantare la canzone, sanno che sarebbe stato difficile per lui perché interessato molto a Hannerl, ma gli dissero che era un grande amico. Schubert si unì a loro; egli aveva i biglietti per sé e per i suoi amici per la prova generale del Fidelio di Beethoven. Gli amici si mostrarono entusiasti. La prova si rivelò un fiasco, tuttavia, poiché Beethoven, che si diresse la propria opera, era ormai completamente sordo. A un certo punto non gli restò che passare il testimone al suo primo violino. Gli amici, pieni di profonda compassione, si resero conto di quanto potesse significare questo problema per un musicista del genere.
Il matrimonio di Hederl e Heiderl venne celebrato nella casa di Tschöll. Christian Tschöll ricevette Schubert in modo particolarmente amichevole e indicò al compositore che sua figlia Hannerl provava per lui qualcosa di più della semplice amicizia. Schubert prese coraggio, ma chiese al suo amico Franz von Schober di cantare ad Hannerl la sua canzone d'amore, che aveva scritto appositamente per lei. Non poteva farlo da solo, era troppo emozionato. Schober cercò invano di rifiutare questa proposta, il suo amico non sapeva quanto fosse difficile per lui accettare questa richiesta. Poi faticò comunque per soddisfare la domanda di Schubert. "Cara Fraulein Hannerl, questa canzone dovrebbe essere più di una canzone normale, dovrebbe parlarti e dirti cosa prova un cuore per te." Poi canta: "Il tuo è il mio cuore e lo rimarrà per sempre". Terminato il lied, Hannerl non si precipitò verso Schubert, ma verso von Schober, e lo abbracciò e lo baciò. Schubert rimase profondamente colpito. Il matrimonio sarebbe dovuto avvenire poco dopo, Hannerl chiese a Schubert di eseguire la canzone d'amore in chiesa. Dalle sue sorelle apprese com'era veramente la situazione e che Schubert aveva effettivamente scritto la canzone per lei per confessarle il suo amore e che ora si aspettava che lo facesse anche lui. Hannerl era molto turbata da questo annuncio. Dopo la celebrazione del matrimonio, la giovane ringraziò Schubert per tutto ciò che significava per lei essere la moglie del suo migliore amico, al quale lui, come lei, augurava solo il meglio; se lei voleva renderlo felice, allora avrebbe dovuto dimenticare tutto per la felicità del suo amico. Quando lei gli chiese che cosa gli fosse successo, Schubert rispose che aveva la sua musica.

## Produzione e sfondo
Il film è stato prodotto nel 1958 negli studi della Wien-Filmgesellschaft mbH Sievering e Rosenhügel dalla ASP / ERMA Filmproduktionsges. Ernst Marischka & Co. Fritz Jüptner-Jonstorff era responsabile degli arredi e delle attrezzature. Alexander Sawczynski lo ha assistito. I costumi sono di Leo Bei e Gerdago. La casa delle tre ragazze ha debuttato il 18 dicembre 1958 a Monaco di Baviera.
Wilma Lipp, membro dell'Opera di Stato, ha prestato la sua voce a Johanna Matz (Hannerl). Alla fine del film, la stessa Lipp può non solo essere ascoltata nell'Ave Maria di Schubert, ma anche vista. Il pianista Alexander Jenner suona il Concerto Imperatore in Mi bemolle maggiore di Beethoven; il concerto nel film viene eseguito dall'attore Ewald Balser che interpreta Beethoven. Nel film viene anche suonato il lied Am Brunnen vor dem Tore, appartenente al ciclo Winterreise che Schubert mise in musica.

### Storia
Franz Schubert (1797–1828) è stato un compositore austriaco. Era il dodicesimo di quattordici figli. Schubert ha ricevuto lezioni di pianoforte e violino dal padre fin dalla tenera età; il suo talento per la composizione si manifestò presto. In seguito studiò con Michael Holzer, direttore del coro della parrocchia di Liechtental, che gli insegnò a cantare e a suonare l'organo. Lì incontrò molti dei suoi futuri amici, come Joseph von Spaun, Albert Stadler e Anton Holzapfel. Entrò in contatto con Franz von Schober tramite il suo amico Spaun; la sua cerchia di amicizie, in continua espansione, comprendeva il pittore Moritz von Schwind, il poeta Johann Mayrhofer e il baritono Johann Michael Vogl, uno dei cantanti più importanti dell'Opera di Corte di Vienna. Schubert mantenne anche stretti contatti con i fratelli Joseph Kupelwieser, il suo successivo librettista, e Joseph Kupelwieser, direttore del Teatro di Corte. Fu solo nel marzo 1828, pochi mesi prima della sua prematura scomparsa, che Schubert ebbe la possibilità di tenere un concerto di proprie musiche  interamente a suo beneficio, concerto che ebbe un grande successo e che gli fruttò una discreta somma di denaro. Morì il 19 novembre 1828.

### Adattamenti cinematografici con un titolo simile
- 1918: Il Dreimäderlhaus. Il romanzo rosa di Schubert, Regia: Richard Oswald.
- 1936: Drei Mäderl um Schubert, Regia: E. W. Emo.

## Collegamenti
- La casa delle tre ragazze, su MYmovies.it, Mo-Net Srl.
- (EN) La casa delle tre ragazze, su IMDb, IMDb.com.
- (EN) La casa delle tre ragazze, su AllMovie, All Media Network.
- (EN, ES) La casa delle tre ragazze, su FilmAffinity.
- (EN) La casa delle tre ragazze, su Box Office Mojo, IMDb.com.
- (DE, EN) La casa delle tre ragazze, su filmportal.de.

| Controllo di autorità | GND (DE) 7599696-0 |